# Neal Skupski
Neal Skupski (Liverpool, 1 december 1989) is een Britse tennisspeler. Hij heeft zeven ATP-toernooien gewonnen en heeft elfmaal in de finale gestaan en dit in het dubbelspel. Hij nam deel aan enkele grandslamtoernooien. Hij heeft tweemaal het gemengddubbelspel van Wimbledon op zijn naam geschreven.
Neal is de broer van Ken Skupski.

## Palmares dubbelspel
| Legenda                       | Legenda               |
| ----------------------------- | --------------------- |
| Grand Slam                    |                       |
| Olympische Spelen             |                       |
| tot 2009                      | vanaf 2009            |
| Tennis Masters Cup            | ATP Finals            |
| ATP Masters Series            | ATP Tour Masters 1000 |
| ATP International Series Gold | ATP Tour 500          |
| ATP International Series      | ATP Tour 250          |

| Nr.                                   | Datum             | Toernooi          | Ondergrond    | Partner            | Tegenstanders in finale                   | Score                |         |
| ------------------------------------- | ----------------- | ----------------- | ------------- | ------------------ | ----------------------------------------- | -------------------- | ------- |
| gewonnen finales mannendubbelspel     |                   |                   |               |                    |                                           |                      |         |
| 1.                                    | 11 februari 2018  | ATP Montpellier   | Hardcourt (i) | Ken Skupski        | Ben McLachlan Hugo Nys                    | 7-6, 6-4             | Details |
| 2.                                    | 28 oktober 2018   | ATP Wenen         | Hardcourt (i) | Joe Salisbury      | Mike Bryan Édouard Roger-Vasselin         | 7-6, 6-3             | Details |
| 3.                                    | 28 april 2019     | ATP Boedapest     | Gravel        | Ken Skupski        | Marcus Daniell Wesley Koolhof             | 6-3, 6-4             | Details |
| 4.                                    | 14 november 2020  | ATP Sofia         | Hardcourt (i) | Jamie Murray       | Jürgen Melzer Édouard Roger-Vasselin      | Walk-over            | Details |
| 5.                                    | 20 maart 2021     | ATP Acapulco      | Hardcourt     | Ken Skupski        | Marcel Granollers Horacio Zeballos        | 7-6(3), 6-4          | Details |
| 6.                                    | 3 oktober 2021    | ATP San Diego     | Hardcourt     | Ken Skupski        | John Peers Filip Polášek                  | 7–6(2), 3–6, [10–5]  | Details |
| 7.                                    | 9 januari 2022    | ATP Melbourne     | Hardcourt     | Wesley Koolhof     | Oleksandr Nedovjesov Aisam-ul-Haq Qureshi | 6-4, 6-4             | Details |
| 8.                                    | 15 januari 2022   | ATP Adelaide      | Hardcourt     | Wesley Koolhof     | Ariel Behar Gonzalo Escobar               | 7-6, 6-4             | Details |
| 9.                                    | 19 februari 2022  | ATP Doha          | Hardcourt     | Wesley Koolhof     | Rohan Bopanna Denis Shapovalov            | 7-6, 6-1             | Details |
| 10.                                   | 8 mei 2022        | ATP Madrid        | Gravel        | Wesley Koolhof     | Juan Sebastián Cabal Robert Farah         | 6-7, 6-4, [10-5]     | Details |
| 11.                                   | 12 juni 2022      | ATP Rosmalen      | Gras          | Wesley Koolhof     | Matthew Ebden Max Purcell                 | 4-6, 7-5, [10-6]     | Details |
| 12.                                   | 14 augustus 2022  | ATP Montreal      | Hardcourt     | Wesley Koolhof     | Daniel Evans John Peers                   | 6-2, 4-6, [10-6]     | Details |
| 13.                                   | 6 november 2022   | ATP Parijs        | Hardcourt     | Wesley Koolhof     | Ivan Dodig Austin Krajicek                | 7–6, 6–4             | Details |
| 14.                                   | 17 juni 2022      | ATP Rosmalen (2)  | Gras          | Wesley Koolhof     | Gonzalo Escobar Oleksandr Nedovjesov      | 7–6(1), 6–2          | details |
| 15.                                   | 15 juli 2023      | Wimbledon         | Gras          | Wesley Koolhof     | Marcel Granollers Horacio Zeballos        | 6-4, 6-4             | details |
| verloren finales mannendubbelspel     |                   |                   |               |                    |                                           |                      |         |
| 1.                                    | 20 oktober 2013   | ATP Moskou        | Hardcourt (i) | Ken Skupski        | Michail Jelgin Denis Istomin              | 2-6, 6-1, [12-14]    | Details |
| 2.                                    | 29 juni 2018      | ATP Eastbourne    | Gras          | Ken Skupski        | Luke Bambridge Jonny O'Mara               | 5-7, 4-6             | Details |
| 3.                                    | 23 september 2018 | ATP Metz          | Hardcourt (i) | Ken Skupski        | Nicolas Mahut Édouard Roger-Vasselin      | 1-6, 5-7             | Details |
| 4.                                    | 24 februari 2019  | ATP Delray Beach  | Hardcourt     | Ken Skupski        | Bob Bryan Mike Bryan                      | 6-7, 4-6             | Details |
| 5.                                    | 14 april 2019     | ATP Houston       | Gravel        | Ken Skupski        | Santiago González Aisam-ul-Haq Qureshi    | 6-3, 4-6, [6-10]     | Details |
| 6.                                    | 25 mei 2019       | ATP Lyon          | Gravel        | Ken Skupski        | Ivan Dodig Édouard Roger-Vasselin         | 4-6, 3-6             | Details |
| 7.                                    | 29 augustus 2020  | ATP Cincinnati    | Hardcourt     | Jamie Murray       | Pablo Carreño Busta Alex de Minaur        | 2-6, 5-7             | Details |
| 8.                                    | 1 november 2020   | ATP Wenen         | Hardcourt (i) | Jamie Murray       | Łukasz Kubot Marcelo Melo                 | 6-7(5), 5-7          | Details |
| 9.                                    | 3 april 2021      | ATP Miami         | Hardcourt     | Daniel Evans       | Nikola Mektić Mate Pavić                  | 4-6, 4-6             | Details |
| 10.                                   | 18 april 2021     | ATP Monte Carlo   | Gravel        | Daniel Evans       | Nikola Mektić Mate Pavić                  | 3-6, 6-4, [7-10]     | Details |
| 11.                                   | 8 augustus 2021   | ATP Washington    | Hardcourt     | Michael Venus      | Raven Klaasen Ben McLachlan               | 6-7(4), 4-6          | Details |
| 12.                                   | 2 april 2022      | ATP Miami         | Hardcourt     | Wesley Koolhof     | Hubert Hurkacz John Isner                 | 6-7, 4-6             | Details |
| 13.                                   | 24 april 2022     | ATP Barcelona     | Gravel        | Wesley Koolhof     | Kevin Krawietz Andreas Mies               | 7-6, 6-7, [6-10]     | Details |
| 14.                                   | 9 september 2022  | US Open           | Hardcourt     | Wesley Koolhof     | Rajeev Ram Joe Salisbury                  | 6-7, 5-7             | Details |
| 15.                                   | 18 maart 2023     | ATP Indian Wells  | hardcourt     | Wesley Koolhof     | Rohan Bopanna Matthew Ebden               | 3–6, 6–2, [8–10]     | details |
| 16.                                   | 23 april 2023     | ATP Barcelona     | gravel        | Wesley Koolhof     | Máximo González Andrés Molteni            | 3–6, 7–6(8), [4–10]  | details |
| 17.                                   | 26 augustus 2023  | ATP Winston-Salem | Hardcourt     | Lloyd Glasspool    | Nathaniel Lammons Jackson Withrow         | 3-6, 4-6             | Details |
| 18.                                   | 4 oktober 2023    | ATP Peking        | Hardcourt     | Wesley Koolhof     | Ivan Dodig Austin Krajicek                | 7–6(12), 3–6, [5–10] | details |
| gewonnen challengers mannendubbelspel |                   |                   |               |                    |                                           |                      |         |
| 1.                                    | 15 juli 2013      | Recanati          | Hardcourt     | Ken Skupski        | Gianluigi Quinzi Adelchi Virgili          | 6-4, 6-2             |         |
| 2.                                    | 29 juli 2013      | Segovia           | Hardcourt     | Ken Skupski        | Michail Jelgin Uladzimir Ignatik          | 6-3, 6-7, [10-6]     |         |
| 3.                                    | 9 september 2013  | Pétange           | Hardcourt (I) | Ken Skupski        | Benjamin Becker Tobias Kamke              | 6-3, 6-7, [10-7]     |         |
| 4.                                    | 16 september 2013 | Szczecin          | Gravel        | Ken Skupski        | Andrea Arnaboldi Alessandro Giannessi     | 6-4, 1-6, [10-7]     |         |
| 5.                                    | 21 september 2014 | İzmir             | Hardcourt     | Ken Skupski        | Malek Jaziri Aleksandr Koedrjavtsev       | 6-1, 6-4             |         |
| 6.                                    | 9 november 2014   | Bratislava        | Hardcourt (i) | Ken Skupski        | Norbert Gombos Adam Pavlásek              | 6-3, 7-6             |         |
| 7.                                    | 14 juni 2015      | Surbiton          | Gras          | Ken Skupski        | Marcus Daniell Marcelo Demoliner          | 6-3, 6-4             |         |
| 8.                                    | 13 september 2015 | Saint-Remy        | Hardcourt     | Ken Skupski        | Andrej Martin Igor Zelenay                | 6-4, 6-1             |         |
| 9.                                    | 14 februari 2016  | Bergamo           | Hardcourt (i) | Ken Skupski        | Nikola Mektić Antonio Šančić              | 6-3, 7-5             |         |
| 10.                                   | 28 februari 2016  | Cherbourg         | Hardcourt (i) | Ken Skupski        | Yoshihito Nishioka Aldin Setkic           | 4-6, 6-3, [10-6]     |         |
| 11.                                   | 11 september 2016 | Saint Remy        | Hardcourt     | Ken Skupski        | David O'Hare Joe Salisbury                | 6-7, 6-4, [10-5]     |         |
| 12.                                   | 1 november 2016   | Bratislava        | Hardcourt (i) | Ken Skupski        | Purav Raja Divij Sharan                   | 4-6, 6-3, [10-5]     |         |
| 13.                                   | 28 mei 2017       | Mestre            | Gravel        | Ken Skupski        | Julian Knowle Igor Zelenay                | 5-7, 6-4, [10-5]     |         |
| 14.                                   | 18 juni 2017      | Nottingham        | Gras          | Ken Skupski        | Matt Reid John-Patrick Smith              | 7-6, 2-6, [10-7]     |         |
| 15.                                   | 12 november 2017  | Bratislava        | Hardcourt (i) | Ken Skupski        | Sander Arends Antonio Šančić              | 5-7, 6-3, [10-8]     |         |
| 16.                                   | 4 februari 2018   | Quimper           | Hardcourt (i) | Ken Skupski        | Sander Gillé Joran Vliegen                | 6-3, 3-6, [10-7]     |         |
| 17.                                   | 1 april 2018      | Le Gosier         | Hardcourt     | John-Patrick Smith | Ruben Bemelmans Jonathan Eysseric         | 7-63, 6-4            |         |
| 18.                                   | 19 augustus 2018  | Vancouver         | Hardcourt     | Luke Bambridge     | Marc Polmans Max Purcell                  | 4-6, 6-3, [10-6]     |         |
| 19.                                   | 9 september 2018  | Chicago           | Hardcourt     | Luke Bambridge     | Leander Paes Miguel Ángel Reyes-Varela    | 6-3, 6-4             |         |
| 20.                                   | 17 maart 2019     | Phoenix           | Hardcourt     | Jamie Murray       | Austin Krajicek Artem Sitak               | 62-7, 7-5, [10-6]    |         |

## Palmares gemengddubbelspel
| Legenda                       | Legenda               |
| ----------------------------- | --------------------- |
| Grand Slam                    |                       |
| Olympische Spelen             |                       |
| tot 2009                      | vanaf 2009            |
| Tennis Masters Cup            | ATP Finals            |
| ATP Masters Series            | ATP Tour Masters 1000 |
| ATP International Series Gold | ATP Tour 500          |
| ATP International Series      | ATP Tour 250          |

| Nr.                                | Datum        | Toernooi  | Ondergrond | Partner          | Tegenstanders in finale       | Score       |         |
| ---------------------------------- | ------------ | --------- | ---------- | ---------------- | ----------------------------- | ----------- | ------- |
| gewonnen finales gemengddubbelspel |              |           |            |                  |                               |             |         |
| 1.                                 | 11 juli 2021 | Wimbledon | Gras       | Desirae Krawczyk | Harriet Dart Joe Salisbury    | 6-2, 7-6(1) | Details |
| 2.                                 | 7 juli 2022  | Wimbledon | Gras       | Desirae Krawczyk | Samantha Stosur Matthew Ebden | 6-4, 6-3    | Details |

## Resultaten grote toernooien
| Legenda | Legenda                          |
| ------- | -------------------------------- |
| g.t.    | geen toernooi gehouden           |
| l.c.    | lagere categorie                 |
| –       | niet deelgenomen                 |
| G       | uitgeschakeld in de groepsfase   |
| 1R      | uitgeschakeld in de eerste ronde |
| 2R      | uitgeschakeld in de tweede ronde |
| 3R      | uitgeschakeld in de derde ronde  |
| 4R      | uitgeschakeld in de vierde ronde |
| KF      | uitgeschakeld in de kwartfinale  |
| HF      | uitgeschakeld in de halve finale |
| F       | de finale verloren               |
| W       | het toernooi gewonnen            |
| w-v     | winst/verlies-balans             |

### Mannendubbelspel
| toernooi              | 2014 | 2015 | 2016 | 2017 | 2018 | 2019 | 2020 | 2021 | 2022 | 2023 | 2024 |
| --------------------- | ---- | ---- | ---- | ---- | ---- | ---- | ---- | ---- | ---- | ---- | ---- |
| Grand Slam            |      |      |      |      |      |      |      |      |      |      |      |
| Australian Open       | –    | –    | –    | 1R   | 1R   | 2R   | 2R   | 2R   | KF   | KF   |      |
| Roland Garros         | 1R   | –    | –    | –    | 2R   | 2R   | KF   | 1R   | KF   | KF   |      |
| Wimbledon             | 1R   | 1R   | 2R   | KF   | 3R   | 1R   | g.t. | 2R   | 3R   | W    |      |
| US Open               | –    | –    | –    | 1R   | 1R   | HF   | KF   | 1R   | F    | 3R   |      |
| ATP Finals            |      |      |      |      |      |      |      |      |      |      |      |
| ATP Finals            | –    | –    | –    | –    | –    | –    | –    | –    | HF   | G    |      |
| ATP Tour Masters 1000 |      |      |      |      |      |      |      |      |      |      |      |
| Indian Wells          | –    | –    | –    | –    | –    | 1R   | g.t. | 1R   | KF   | F    |      |
| Miami                 | –    | –    | –    | –    | –    | 1R   | g.t. | F    | F    | KF   |      |
| Monte Carlo           | –    | –    | –    | –    | –    | 1R   | g.t. | F    | 1R   | KF   |      |
| Madrid                | –    | –    | –    | –    | –    | 2R   | g.t. | 1R   | W    | KF   |      |
| Rome                  | –    | –    | –    | –    | –    | KF   | 1R   | 1R   | KF   | HF   |      |
| Montreal/Toronto      | –    | –    | –    | –    | –    | 1R   | g.t. | 2R   | W    | 2R   |      |
| Cincinnati            | –    | –    | –    | –    | –    | HF   | F    | 1R   | 2R   | 2R   |      |
| Shanghai              | –    | –    | –    | –    | –    | HF   | g.t. | g.t. | g.t. | KF   |      |
| Parijs                | –    | –    | –    | –    | KF   | KF   | 2R   | 2R   | W    | KF   |      |
| olympisch             |      |      |      |      |      |      |      |      |      |      |      |
| Olympische Spelen     | g.t. | g.t. | –    | g.t. | g.t. | g.t. | g.t. | 2R   | g.t. | g.t. |      |
| statistieken          |      |      |      |      |      |      |      |      |      |      |      |
| titels per jaar       | 0    | 0    | 0    | 0    | 2    | 1    | 1    | 2    | 7    | 2    | 0    |
| eindejaarsranking     | 90   | 102  | 81   | 67   | 33   | 31   | 27   | 20   | 1    | 9    |      |

### Gemengddubbelspel
| Grand Slam        |      |      |    |      |      |      |      |    |      |      |
| Australian Open   | –    | –    | –  | –    | –    | HF   | 2R   | KF | 1R   | HF   |
| Roland Garros     | –    | –    | –  | –    | –    | 2R   | g.t. | KF | KF   | 2R   |
| Wimbledon         | KF   | 1R   | 3R | 2R   | 2R   | 2R   | g.t. | W  | W    | 1R   |
| US Open           | –    | –    | –  | –    | –    | 1R   | g.t. | KF | 2R   | –    |
| olympisch         |      |      |    |      |      |      |      |    |      |      |
| Olympische Spelen | g.t. | g.t. | –  | g.t. | g.t. | g.t. | g.t. | –  | g.t. | g.t. |